# Cimitirul Fraților din Riga
Cimitirul Fraților din Riga (letonă: Brāļu Kapi) este un cimitir militar și monument național din Riga, capitala Letoniei.
Acesta este un memorial și locul de înmormântare a mii de soldați letoni uciși între 1915 și 1920 în cadrul Primului Război Mondial și Războiului de Independență al Letoniei.
Terenul aferent cimitirului a fost proiectat de grădinarul Andrejs Zeidaks, care a început să lucreze asupra acestuia deja în timpul războiului. Memorialul a fost construit între 1924 și 1936 conform proiectului realizat de sculptorul Kārlis Zāle, cu sprijinul arhitecților Pēteris Feders, Aleksandrs Birzenieks, P. Kundziņš și sculptorilor J. Cirulis, F. Valdmanis ș.a.

## Istorie

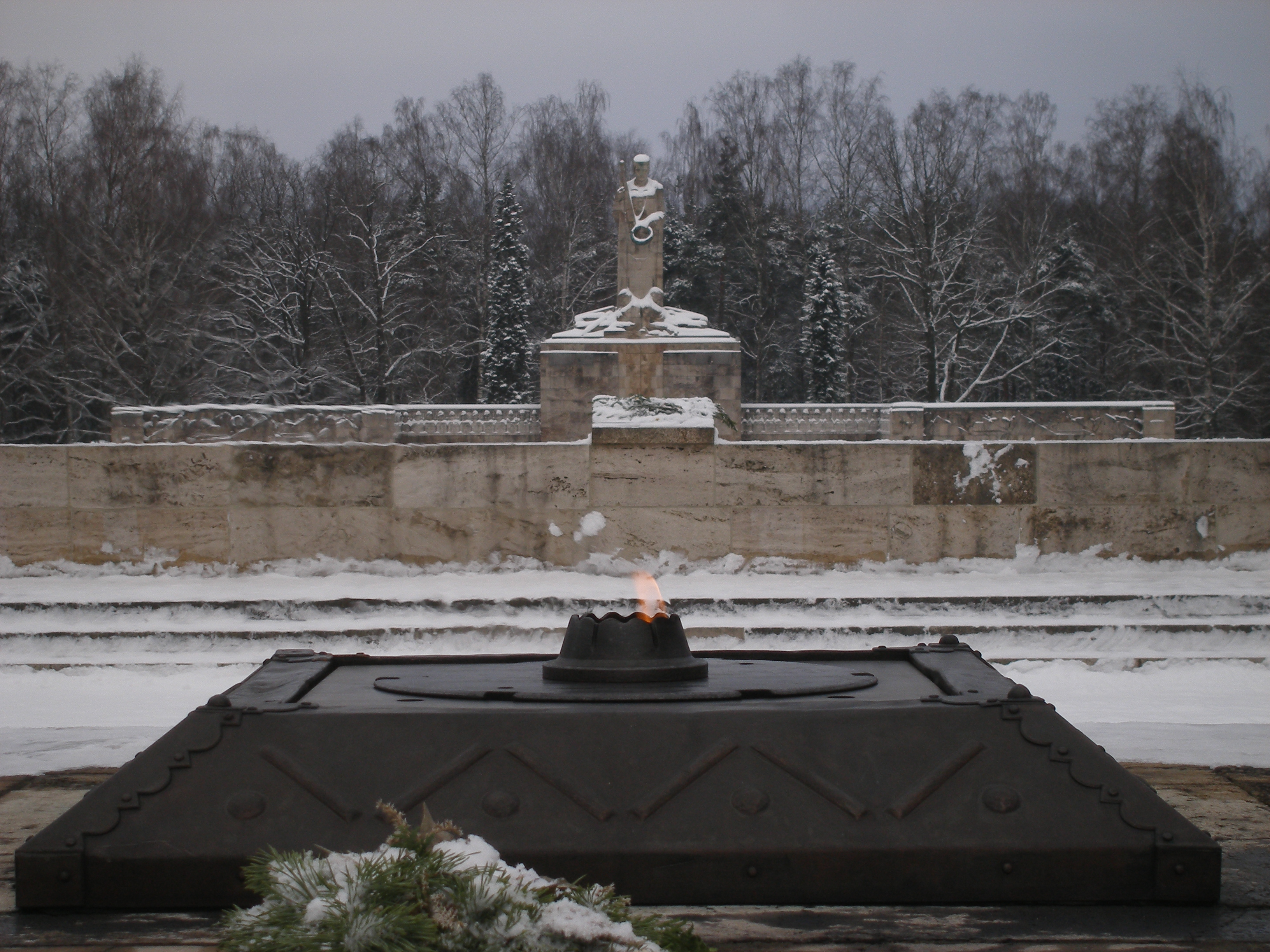
Vedere de pe Terasa Eroilor în timpul iernii.

În 1913 s-a deschis Cimitirul Pădurii, iar în anul următor Catedrala și Biserica Sf. Petru din Riga au rezervat un lot de pământ în cadrul acestuia pentru mormintele a 146 de soldați care nu aparțineau niciunei congregații din oraș. La 15 octombrie 1915 au fost înmormântați acolo primii soldați: Andrejs Stūris, Jonas Gavenas și Jēkabs Voldemārs Timma. Războiul a continuat și cu timpul a devenit clar că erau necesare terenuri adiționale pentru viitoarele morminte. Comitetul organizatoric al Pușcașilor letoni s-au adresat bisericilor pentru a obține mai mult pământ, dar cererea lor a fost respinsă. Comitetul apoi s-a adresat la consiliul orașului Riga, care a decis să aloce terenuri adiționale cimitirului, argumentând că motivele refuzului invocate de biserici erau discutabile și nechibzuite pe timp de război. Conflictul s-a rezolvat în 1916 când bisericile au acceptat să întoarcă o parte din pământ orașului pentru crearea unui cimitir separat, care la rândul său a oferit-o comitetului. Primele schițe ale cimitirului au fost realizate de Andrejs Zeidaks, pe atunci grădinarul-șef al orașului. În 1920 s-a format un comitet pentru supravegherea cimitirelor și câmpurilor de luptă din Primul Război Mondial. Acesta a devenit responsabil de dezvoltarea Cimitirului Fraților. Construcția memorialului poate fi divizată în două etape. Întâi a fost perioada amenajării terenurilor conform ideilor lui Zeidaks, care a durat până în 1923. Între timp se discuta dezvoltarea arhitecturală a cimitirului, iar în 1921 și 1922 au avut loc două concursuri închise de arhitectură. Sculptorul Kārlis Zāle, care vizita Riga pentru a participa în cadrul concursului de proiecte pentru Monumentul Libertății, a fost invitat să ia parte și în al doilea concurs dedicat cimitirului. El a câștigat și astfel a început a doua etapă a construcției, care a durat până în 1936. În această perioadă, pe lângă amenajarea teritoriului au fost adăugate elemente sculpturale și arhitectonice cu scopul de a crea un ansamblu unitar conform viziunii lui Zāle. Lucrările de construcție au fost conduse de P. Feders. Arhitectul A. Birznieks și sculptorii M. Šmalcs, N. Maulics, P. Banders au fost de asemenea implicați în proiect.
Piatra de fundament a memorialului a fost pusă la 18 noiembrie 1924. Primul grup de sculpturi, a unor călăreți aflați pe moarte, a fost de dezvelit la 20 noiembrie 1927, iar următorul - la 2 septembrie 1928. Inaugurarea sculpturii Mamei Letonia și a fiilor săi morți a avut loc la 13 octombrie 1929. Construcția porților principale a început în 1930. Statuile soldaților cu scuturi reprezentând cele patru regiuni ale Letoniei au fost sculptate mai târziu. În 1936 stemele celor 19 districte și 59 de orașe ale Letoniei au fost cioplite în zidul cimitirului. Inaugurarea oficială a cimitirului ca memorial a avut loc la 11 noiembrie 1936 în prezența președintelui și guvernului Letoniei de atunci.

## Proiect
Cimitirul cuprinde o suprafață de 9 ha în nord-estul Rigăi, la 5 km de centrul orașului. El se mărginește cu Primul Cimitir al Pădurii și Cimitirul Rainis. Memorialul exprimă recunoștința națională față de eroii căzuți prin mai multe referințe culturale către statul leton . Poarta principală a cimitirului are 10 m înălțime și 32 m lățime. În ambele părți laterale se găsesc sculpturile cu înălțimea de 3,3 m ale unor perechi de cavaleri letoni, fiecare pereche fiind plasată pe un piedestal de 2 m înălțime. Călăreții și caii din partea dreaptă stau în poziții drepte; unul dintre cai are capul întors înapoi, iar grupul se mișcă în direcție ascendentă. Acesta reprezintă un contrast față de grupul din stânga care este dominat de o mișcare descendentă exprimată prin capurile aplecate ale călăreților și cailor; scuturile și steagurile lor sunt de asemenea coborâte. Deasupra intrării stau anii 1915 (anul primilor înmormântări) și 1920 (sfârșitul Războiului de Independență al Letoniei); între ele poarta este decorată cu stemele Letoniei. De la intrarea principală Drumul Gândurilor (205 m), protejat din ambele părți de tei, duce spre Terasa Eroilor, înconjurată de o dumbravă de stejari sădiți în 1923. Terasa, pavată cu lespezi de tuf, are o lățime de 73 m și o lungime de 78 m; în centrul ei se află un altar de 1 m înălțime pentru focul sacru. În anii 1930 acesta era aprins doar de sărbători. Mai târziu însă a fost înlocuit de o flacără veșnică alimentată cu gaz. Terasa se ridică deasupra Drumului Gândurilor și astfel ascunde câmpul cu morminte pentru oricine care vine dinspre poarta principală. Cei care stau la marginea terasei, pe parapetul cu altarul de flori, au parte de o panoramă a mormintelor, amplasate la o altitudine mai joasă. De cealaltă parte a câmpului de morminte, la o distanță de 457 m stă statuia de 10 m înălțime a Mamei Letonia și a fiilor săi morți. Ea este amplasată pe o platformă cu înălțimea de 9 m și este complet vizibilă de la intrarea principală. Mama, îmbrăcată într-un costum național stilizat, ține în mâna stângă coroana biruinței din frunze de stejar (făcută din bronz) și drapelul național în mâna dreaptă. La picioarele ei zac fiii săi morți, sub propriile lor scuturi, ambii cu sabia în mână. În zidul de sub statuie a fost sculptată o cruce, iar alături o nișă în care se păstrează sol adus din cele 517 comune ale Letoniei. De ambele părți ale acestui grup se află statuile unor războinici letoni. Acestea au o înălțime de 1,8 m și sunt plasate pe niște platforme de 1,2 m înălțime. Împreună ele simbolizează regiunile istorice ale Letoniei, blazoanele acestora fiind ilustrate pe scuturile războinicilor: cei doi din stânga simbolizează Curlanda și Semigalia, iar cei din dreapta - Vidzeme și Latgale. Câmpul principal de morminte este dreptunghiular și împrejmuit de ziduri. În colțurile dinspre intrarea principală se află sculpturile unor cavaleri răniți cu înălțimea de 3,6 m. Alături de fiecare statuie niște scări duc în afara cimitirului. Între câmpul principal de morminte și Terasa Eroilor mai există o terasă, mai mică, care conține alte morminte. Mormintele sunt aranjate în linii și fiecare două linii sunt separate de următoarele printr-un gard viu. Fiecare mormânt este marcat cu o lespede de tuf sau beton pe care este scris numele și prenumele decedatului, rangul și anii de viață sau cuvântul ”necunoscut”.

## Morminte

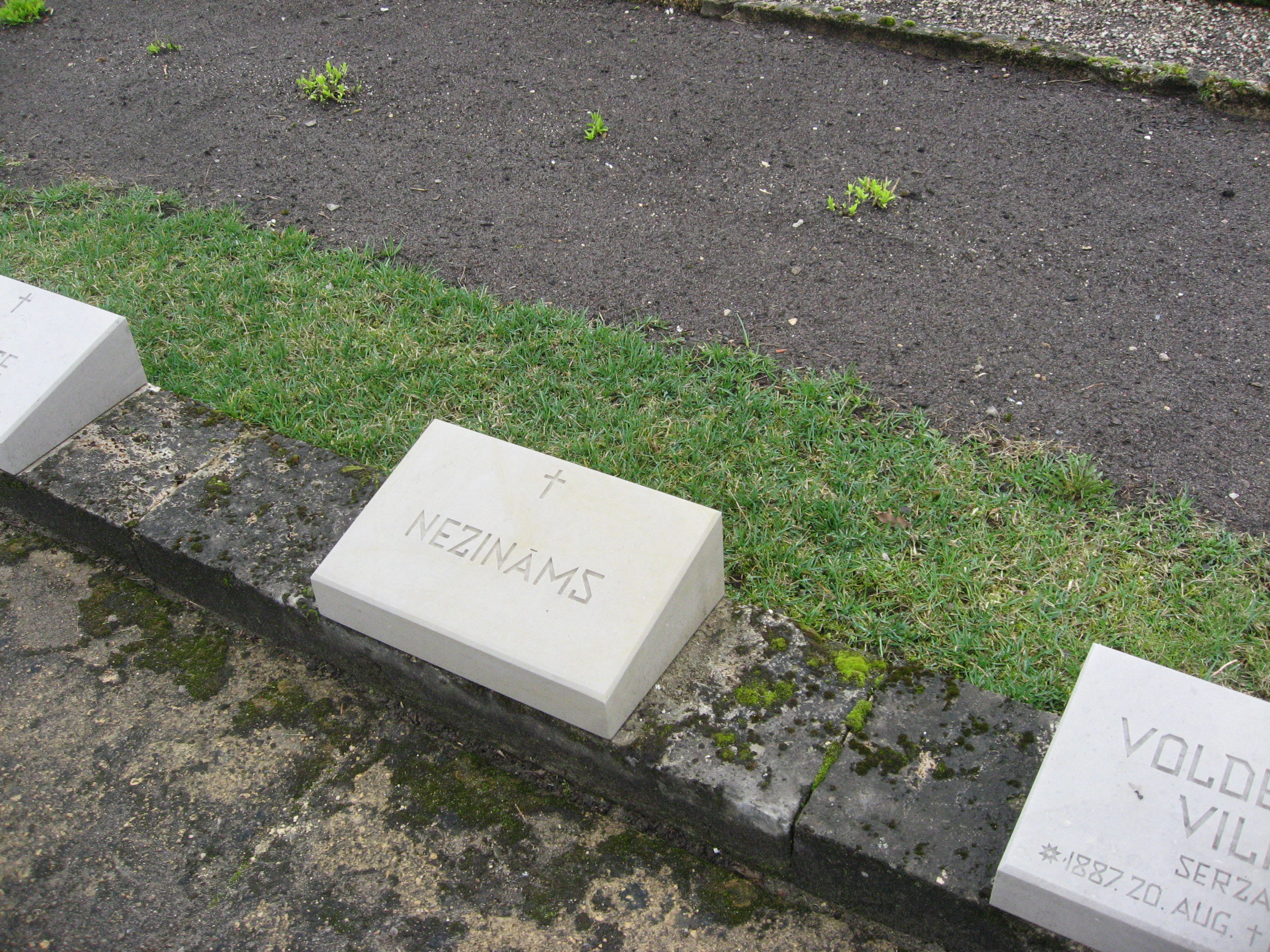
O lespede care marchează mormântul unui soldat necunoscut; în jur de 200 de soldați înmormântați în cimitir nu au fost identificați niciodată.

Cimitirul conține mai mult de 2.000 de morminte, majoritatea aparținând soldaților uciși între 1915 și 1920, în timpul Primului Război Mondial și Războiului de Independență. O serie de morminte, inclusiv reînhumări, sunt ale unor letoni care au murit în Al Doilea Război Mondial sau care au deținut Ordinul lui Lāčplēsis, acordat pentru merite deosebite în cadrul Războiului de Independență al Letoniei. Mulți veterani ai Pușcașilor letoni au fost de asemenea înmormântați în Cimitirul Fraților, o practică care a continuat chiar și în perioada sovietică.